# Salar Grande (Andes)
El salar Grande es un salar de tipo "playa" con sedimentos salinos recubiertos en la parte sur por un sistema complejo de lagunas superficiales. Está ubicado al este de Taltal y cercano al límite internacional de la Región de Atacama.

## Ubicación y descripción
Sus características morfométricas y climatológicas más relevantes son:: III-83 
- altura: 3950 m
- superficie de la cuenca: 867 km²
- superficie del salar: 29 km²
- superficie de las lagunas: 0,4 km²
- precipitaciones: 130 mm/año
- evaporación potencial: 1000 mm/año
- temperatura media: -2 °C

## Historia
Luis Risopatrón describe el salar en su Diccionario Jeográfico de Chile de 1924:: 361 
Grande (Salar) 26° 00' 68° 44'. De mediana estension, con mala agua en sus orillas, las que no tienen ni pasto ni leña, se encuentra a 3950 m de altitud, entre el salar de Infieles i el cordón limitáneo con la Arjentina; en una quebradita de sus vecindades se halla buena agua i abundantes pajonales, pero no leña, la que hai que buscar a unos 3 kilómetros de distancia. 117, p. 147 i 170; 134; i 156; del Cerro Negro en 137, carta II de Darapsky (1900); i salina de Pampa Blanca en Mapa 1 Arjentino de Límites, 1 : 1 000 000 (1900).